# Aristida arizonica
Aristida arizonica är en gräsart som beskrevs av George Vasey. Aristida arizonica ingår i släktet Aristida och familjen gräs. Inga underarter finns listade i Catalogue of Life.